# Capo (scout)
(dalla didascalia della prima figura di Il libro dei capi di Robert Baden-Powell)

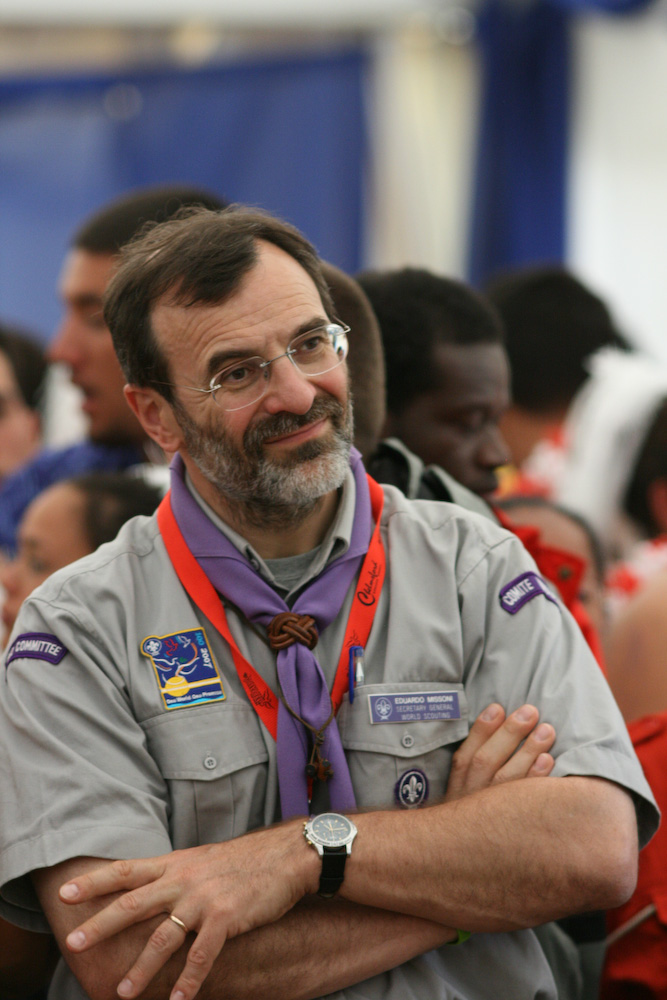
Un capo scout

Nello scautismo un capo è un adulto formato che guida un'unità. I termini usati per definire un capo possono variare a seconda dell'associazione, del paese e dell'unità.

## Ruoli
Ci sono molti diversi ruoli, generalmente volontari, che un capo può assumere a seconda del tipo di unità. Possono essere a contatto con i ragazzi o come responsabili dell'associazione ad altri livelli (ad esempio i "quadri" nell'AGESCI).
I capi che svolgono servizio attivo con i ragazzi sono i responsabili della formazione e dell'educazione dei ragazzi, oltre che dell'organizzazione delle attività del gruppo. Altri compiti includono i rapporti con le famiglie, le parrocchie e altri enti.
Il ruolo dei capi nelle unità di ragazzi più grandi come i rover o, in misura minore, gli esploratori, tende ad essere consultivo, in quanto buona parte dell'amministrazione delle attività viene lasciata in mano ai ragazzi stessi; nelle unità di bambini come i lupetti, invece, i capi hanno 
un ruolo più centrale.

## Formazione dei capi
I capi partecipano a una serie di corsi di formazione, che generalmente hanno nel Wood Badge la massima qualifica di un adulto. Nella maggior parte dei paesi chi conquista il Wood Badge può indossare un porta fazzolettone a testa di turco, un fazzolettone e i tizzoni.